# Фордемвальд
Фордемвальд (нім. Vordemwald) — громада  в Швейцарії в кантоні Ааргау, округ Цофінген.

## Географія
Громада розташована на відстані близько 50 км на північний схід від Берна, 17 км на південний захід від Аарау.
Фордемвальд має площу 10,1 км², з яких на 7,1% дозволяється будівництво (житлове та будівництво доріг), 34,9% використовуються в сільськогосподарських цілях, 57,8% зайнято лісами, 0,2% не є продуктивними (річки, льодовики або гори).

## Демографія
2019 року в громаді мешкало 1977 осіб (+16% порівняно з 2010 роком), іноземців було 7,5%. Густота населення становила 195 осіб/км².
За віковим діапазоном населення розподілялося таким чином: 20,2% — особи молодші 20 років, 58,6% — особи у віці 20—64 років, 21,2% — особи у віці 65 років та старші. Було 828 помешкань (у середньому 2,3 особи в помешканні).
Із загальної кількості 619 працюючих 48 було зайнятих в первинному секторі, 221 — в обробній промисловості, 350 — в галузі послуг.